# Eriopyga mediorufa
Eriopyga mediorufa är en fjärilsart som beskrevs av William Schaus 1903. Eriopyga mediorufa ingår i släktet Eriopyga och familjen nattflyn. Inga underarter finns listade i Catalogue of Life.